# Bồi âm

Dao động trên 1 sợi dây chuẩn, chia sợi dây thành những búi sóng có chiều dài tương ứng với f, 2f, 3f, 4f...(trong đó f là tần số của sóng âm cơ bản).

Bồi âm (còn gọi là bội âm, hài âm hoặc họa âm) là những âm có tần số cao hơn tần số cơ bản của một âm. Sóng âm chính và các bồi âm đều gọi chung là các sóng thành phần. Những sóng hài là những sóng thành phần có tần số dao động là bội số nguyên của tần số sóng âm chính (bao gồm cả sóng âm chính).
Những nghiên cứu trên các âm thanh phát ra từ nhạc cụ hoặc giọng hát cho thấy những âm này không phải là các đơn âm (pure tone) mà chúng là tổ hợp gồm âm chính và nhiều bồi âm kết hợp vào nhau. Do đó, tùy thuộc vào nguồn phát ra âm thanh mà các sóng thành phần của bồi âm rất cụ thể, chúng hòa vào nhau tạo ra những âm sắc đặc trưng cho từng loại nhạc cụ cũng như tiếng nói/hát của con người và tiếng kêu của động vật.

## Thuật ngữ trong âm nhạc
Trong âm nhạc, tần số dao động của bồi âm có thể là bội số nguyên của tần số âm chuẩn hoặc là bội số không phải là số nguyên của tần số âm chuẩn. Sở dĩ có độ lệch như thế là do cấu tạo của từng loại nhạc cụ mà thành.
Bảng các bồi âm tương ứng với các nốt nhạc
| Âm chính – Bồi âm:       | Âm chính | 1   | 2   | 3   | 4   | 5   | 6   | 7   | 8   | 9   | 10  | 11  | 12  | 13  | 14  | 15   |
| Sóng thành phần:         | 1        | 2   | 3   | 4   | 5   | 6   | 7   | 8   | 9   | 10  | 11  | 12  | 13  | 14  | 15  | 16   |
| Bội số của tần số chính: | 1        | 2   | 3   | 4   | 5   | 6   | 7   | 8   | 9   | 10  | 11  | 12  | 13  | 14  | 15  | 16   |
| f Hz:                    | 66       | 132 | 198 | 264 | 330 | 396 | 462 | 528 | 594 | 660 | 726 | 792 | 858 | 924 | 990 | 1056 |
| Nốt:                     |          |     |     |     |     |     |     |     |     |     |     |     |     |     |     |      |

Ký hiệu bằng nốt nhạc
Dưới đây là hình biểu diễn các bồi âm bằng nốt nhạc, tuy nhiên không phải tất cả các bồi âm đều tương ứng đúng với tần số dao động âm chuẩn của nốt nhạc (được ký hiệu bằng chữ x).